# 汤玛斯·比彻姆
汤玛斯·比彻姆爵士，第二代從男爵，CH（Sir Thomas Beecham, 2nd Baronet，1879年4月29日—1961年3月8日），英国指挥家，曾成立數個英国乐团，包括新交响乐团（New Symphony Orchestra）（1906年），伦敦爱乐乐团（1932年）和皇家爱乐乐团（1947年）等。
比彻姆也是当时很多音乐家的赞助人。他为弗里德里克·戴流士，埃塞尔·史密斯和让·西贝柳斯的作品做过很多演出。瓦格纳《纽伦堡的名歌手》及《厄勒克特拉》，还有理查德·施特劳斯《莎乐美》的英国首演亦是由他负责的。他对丰富伦敦市音乐生活贡献良多。 

## 生平
汤玛斯·比彻姆生于牛津圣海伦斯一富有的商人家庭，但他的音乐知识却是自学得来的。经济宽裕，使得他能够尽展所长。在1902年到1904年间他已经能够指挥小型歌剧乐团。后来他能够接掌柯文特花园，主持其财政和艺术方面的事务，都是得益于其家庭的宏厚财力。他也正是由于有这样的基础，才能在一战期间成立「比彻姆歌剧公司」，但后来公司于1920年因为入不敷支而倒闭。
比彻姆1961年卒于伦敦。

## 作品

### 商業錄音
- 比才C大調交響曲、阿萊城姑娘組曲（二首），法國國家廣播樂團，皇家愛樂樂團，EMI，1959/60年

## 評價
比彻姆的风格是尽量上演作曲家最为人喜闻乐见的曲目。同时代的英国评论家评论他的曲目为「比彻姆的甜点」（Beecham's lollipops）。  

## 軼事
- 比彻姆思维灵活，总有说不尽的笑话，轶事众多。当人们问及，他是否上演过施托克豪森的作品的时候，他说：“没有啊，但我曾经去过一些。”[a]

## 外部連結
- 汤玛斯·比彻姆的Discogs页面（英文）